# Englisches Dorf Hohenheim

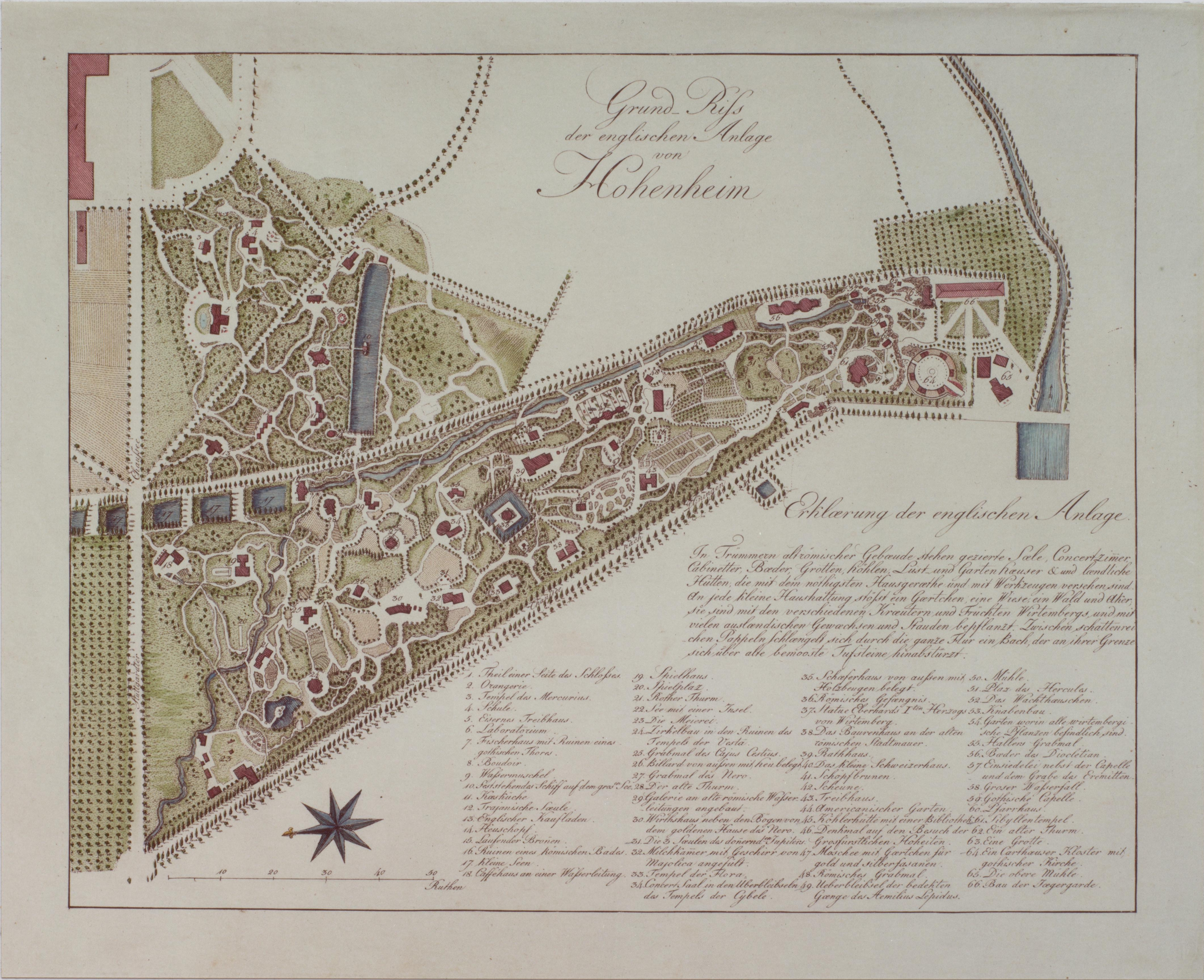
Viktor Heideloff: „Grund-Riss der englischen Anlage von Hohenheim“, 1795, → Grundriss, 2009.

Das Englische Dorf Hohenheim war eine künstliche Dorfanlage aus 60 Kleinarchitekturen (Maßstab 1:4) auf dem Gelände des Exotischen Gartens der Universität Hohenheim. Das Dorf (oder Dörfle) wurde ab 1776 von Herzog Carl Eugen und seiner Frau Franziska von Hohenheim aufgebaut als „ländliche Kolonie inmitten der Ruinen einer römischen Stadt“ und nach englischen Vorbildern der Gartenkunst als „Englisches Dorf“ bezeichnet. 
Nach dem Tod des Herzogs 1793 verfiel das Englische Dorf. Drei Objekte blieben in Hohenheim erhalten, einige wurden in den Ludwigsburger Schlosspark und nach Monrepos überführt. Dieser Artikel behandelt die an diesen drei Standorten erhaltenen Objekte des ehemaligen Englischen Dorfs.

## Schlosspark Ludwigsburg

### Friedrichsgarten
Im Englischen Dorf in Hohenheim standen zwei kleine Häuschen: das Schnepfenhäuschen (oder Spiegel- und Vogelhäuschen) und das Wachthaus (oder türkisches Steinhäuschen). Auf Viktor Heideloffs „Grund-Riss der englischen Anlage von Hohenheim“ (Titelbild) ist das Wachthaus unter der Nummer 52 verzeichnet, das Schnepfenhäuschen fehlt. 
Ihr damaliges Aussehen hielt Viktor Heideloff auf Gouachen fest. Beide Häuschen wurden um 1800 in den Friedrichsgarten östlich des Neuen Hauptbaus des Ludwigsburger Schlosses überführt, das Wachthaus jedoch ohne den Felsunterbau (Standort: ).
Das Schnepfenhäuschen erhebt sich auf achteckigem Grundriss und ist von einem grünen Gitterwerk überzogen. Ein konkav einschwingendes Kegeldach bedeckt das Häuschen, dessen Dachspitze von einer Schnepfenfigur bekrönt wird. Das Häuschen trägt eine getäfelte, weiße Tür und an drei Seiten Sprossenfenster mit weißen Rahmen. Das Innere ist mit Holz verkleidet und war mit Spiegeln besetzt.
Das Steinhäuschen hat einen quadratischen Grundriss und ein überstehendes Flachdach mit einem schiefergedeckten Kuppelaufbau. Das Häuschen trägt an den Seiten drei Sprossenfenster und eine Sprossentür mit weißen Rahmen. Das Mauerwerk besteht aus unregelmäßigen Bruchsteinen.
| - Schnepfenhäuschen in Ludwigsburg, 2018. - Wachthaus in Ludwigsburg, 2018. | - Schnepfenhäuschen in Hohenheim um 1781. - Wachthaus in Hohenheim, um 1781. |

### Historischer Spielplatz
Fast am rechten oberen Rand des Englischen Dorfs in Hohenheim stand das 1788/1789 errichtete Spielhaus mit dem Spielplatz. Auf Viktor Heideloffs „Grund-Riss der englischen Anlage von Hohenheim“ (Titelbild) sind Spielhaus und Spielplatz unter den Nummern 19 und 20 verzeichnet. Viktor Heideloff schuf drei verschiedene Ansichten des Spielhauses mit dem Spielplatz: 
- 1. Kolorierte Gouache von 1790.[4] Von links nach rechts: Russische Schaukel, Grobskizze des Spielhauses, Hohe Schaukel, Schaukelhaus mit Cabrioletschaukel, Arkadenbögen, Roter Turm (Nummer 21 im Grundriss).

- 2. Kolorierte Gouache von 1790.[5] Von links nach rechts: Nebengebäude, Spielhaus, Schaukelhaus mit Cabrioletschaukel.

- 3. Kolorierter Kupferstich von 1795.[6] Von links nach rechts: Nebengebäude, Spielhaus, Russische Schaukel, Schaukelhaus mit Cabrioletschaukel, Arkadenbögen, Hohe Schaukel. Diese Ansicht findet sich auch als Schwarzweißstich in Gottlob Heinrich Rapps „Beschreibung des Gartens in Hohenheim“.[7]

Das einstöckige, weiß getünchte Spielhaus war mit einem Walmdach gedeckt, das von einer Balustrade gesäumt wurde. Die 8 mal 3 Achsen wurden von dicken rustizierten Säulen flankiert. Das Innere des Gebäudes bestand aus einem großen Saal. Die Spielgeräte, die von Erwachsenen wie Kindern benutzt wurden, waren über den weitläufigen Spielplatz vor dem Spielhaus verstreut.
| - 1. Viktor Heideloff: Das Spielhaus in Hohenheim, 1790. | - 2. Das Spielhaus in Hohenheim, 1790. | - 3. Das Spielhaus in Hohenheim, 1795. | - 4. Der Spielplatz mit den Ruinen in Ludwigsburg, 1805. |

1802 wurden die Spielgeräte aus dem Englischen Dorf auf den Historischen Spielplatz im Oberen Ostgarten des Ludwigsburger Schlossparks überführt (Standort: ). Die Geräte überdauerten jedoch nicht die Zeiten. In den 1990er Jahren wurden sie nach Originalplänen rekonstruiert. 
In der Mitte des Historischen Spielplatzes liegt der Schlüsselesee an der Stelle eines früheren Opernhauses. Um den See herum gruppieren sich die historischen Spielgeräte: Schaukelhaus mit Cabrioletschaukel, Hohe Schaukel, Russische Schaukel und das nicht aus Hohenheim stammende Karussell. Den Abschluss des Spielplatzes bilden der Mediterrane Weinberg mit Weinberghaus, arkardenförmige Rankgerüste und eine künstliche Aquäduktruine, hinter der sich ein Spiel- und Gärtnerhaus verbarg und die heute dem Park-Café vorgeblendet ist. 
Das Spielhaus blieb in Hohenheim erhalten. 1841 wurde es umgebaut, die Säulen wurden entfernt und das Gebäude um ein Stockwerk erhöht. Die neu eingezogenen Wände des Spielhauses wurden in Wasserfarbenmalerei von Joseph Neher mit Heideloffschen Szenen des Englischen Dorfs dekoriert. Heute ist im Erdgeschoss des Spielhauses ein Museum zur Geschichte Hohenheims untergebracht.
| - Schlüsselesee mit Cabrioletschaukel, 2006. | - Russische Schaukel, 2006. | - Hohe Schaukel, 1790. |

### Aquäduktruine
Fast in der Mitte des Englischen Dorfs in Hohenheim stand das „Wirtshaus zur Stadt Rom“, auch „Römisches Wirtshaus“ genannt. Auf Viktor Heideloffs „Grund-Riss der englischen Anlage von Hohenheim“ (Titelbild) wurde es unter Nummer 30 als „Wirthshaus neben den Bögen und dem goldenen Hause des Nero“ verzeichnet, eine Anspielung auf den Aquädukt, der das Goldene Haus des Nero mit Wasser versorgte. Viktor Heideloff stellte das Wirtshaus auf zwei verschiedenen Blättern dar, in einem kolorierten Stich (siehe unten) und auf einem Schwarzweißstich, der in Gottlob Heinrich Rapps „Beschreibung des Gartens in Hohenheim“ veröffentlicht wurde  (→ Abbildung). Das einstöckige, walmgedeckte Wirtshaus lehnte sich an die künstliche Ruine eines römischen Aquädukts, der aus drei mächtigen Bögen aus dicken Quadersteinen bestand. Von einem Dachaufbau des Wirtshauses führte eine Treppe auf den Aquädukt, wo die Wirtshausbesucher die Aussicht genießen konnten.
Das Wirtshaus und der Aquädukt wurden zwischen 1777 und 1781 errichtet. Um 1800 wurde der Aquädukt abgebrochen und in veränderter Form beim Historischen Spielplatz des Schlossparks in Ludwigsburg wieder aufgebaut (Standort: ). Dort lehnt das Park-Café an die rund 10 Meter hohe künstliche Aquäduktruine, die aus drei Bögen und zwei Pfeilern ohne Bögen besteht. In die Pfeiler sind (heute leere) Figurennischen eingelassen. Ein weiterer Pfeiler, dessen Nische eine weibliche Figur birgt, befindet sich am Fuß des Mediterranen Weinbergs (→ Abbildung). Das Wirtshaus blieb an Ort und Stelle in Hohenheim erhalten. Der Dachaufbau wurde entfernt und das Innere des Hauses entkernt. Heute wird das Haus von der Gartenbauschule der Universität Hohenheim genutzt.
| - Aquäduktruine am Park-Café in Ludwigsburg, 2018. | - Römisches Wirtshaus in Hohenheim, 2012. | - Viktor Heideloff: Römisches Wirtshaus, 1795. | - Die Aquäduktruine vor dem ehemaligen Spielhaus in Ludwigsburg, 1810. |

## Monrepos
Die neogotische Kapelle wurde Anfang des 19. Jahrhunderts auf eine Seeinsel des Ludwigsburger Schlosses Monrepos versetzt, wo sie 1944 von einer Brandbombe schwer beschädigt wurde; auf der für die Öffentlichkeit gesperrten Insel steht die Ruine noch heute (Siehe Kapelleninsel und Amorinsel Monrepos).

## Hohenheim
Im Exotischen Garten der Universität Hohenheim sind drei Objekte des Englischen Dorfs erhalten:
- das Römische Wirtshaus, siehe #Aquäduktruine.
- das Spielhaus, siehe #Historischer Spielplatz
- und die Drei Säulen des Donnernden Jupiter.